# 李国邦
李国邦（1951年—），内蒙古哲里木盟人，中华人民共和国外交家。
1997年，担任中华人民共和国驻克罗地亚大使。2000年4月，担任中华人民共和国驻乌克兰大使。2003年，担任中华人民共和国驻塞尔维亚和黑山大使。2009年11月，任中国驻塞浦路斯大使。

## 荣誉

### 外国勋章奖章
- 二等功绩勋章（乌克兰，2003年9月29日公布[2]）
- 二等塞尔维亚国旗勋章（塞尔维亚，2013年4月18日于北京颁发[3]）